# Azazia transducta
Azazia transducta är en fjärilsart som beskrevs av Walker 1865. Azazia transducta ingår i släktet Azazia och familjen nattflyn. Inga underarter finns listade i Catalogue of Life.